# Luis Russell
Luis Carl Russell (Bocas del Toro, Panama, 1902. augusztus 6. – New York, 1963. december 11.) panamai-amerikai zongorista, zenekarvezető.

## Pályakép
Luis Carl Russell a panamai Bocas del Toro közelében született afroafrikai-karibi származású családban. Apja zenetanár volt. Russell gitározni, zongorázni és hegedülni tanult. Amikor már drofesszionálisan kezdett játszani, némafilmeket kísért (1917), később a panamai Colónban egy kaszinóban zongorázott.
1919-ben 3000 dollárt nyert egy lottón, amiből édesanyjával és nővérével az Egyesült Államokba költöztek, és a louisianai New Orleansban telepedtek le.
Zongoristaként dolgozott.
1925-ben Chicagóba költözött, ahol Doc Cookkal és King Oliverrel dolgozott együtt. Amikor Oliver együttese New Yorkba költözött, Russell megalapította saját zenekarát. 1929-re Russell zenekara New York egyik vezető dzsesszegyüttese lett. Zenekarában fellépett Red Allen trombitás, J. C. Higginbotham harsonás és Albert Nicholas altszaxofonos is.
1935-ben Louis Armstrong vette át a zenekar irányítását.
1926 és 1934 között Russell 38 lemezt rögzített saját neve alatt. A Red Allen  féle kiadások (1929) és egy néhány másik esetében Armstrong vezette a zenekart.
Russell felvett néhány felvételt a Melotone, a Brunswick és a Victor számára.
A zenekar visszatért a Russell névhez, amikor Armstrong Kaliforniában és Európában játszott az 1930-as évek elején. Russell és Armstrong zenekarai 1935-ben egyesültek. Ugyanebben az évben aztán Armstrong teljesen átvette a zenekar irányítását, és a következő nyolc évben Russelék Armstrong háttérzenekaraként működtek, Russell pedig a zenei igazgatójuk lett.
1943-1948 között Russell egy új zenekart vezetett, amely a Savoyban és az Apolloban játszott. Készített néhány felvételt. 1948-ban Russell visszavonult a zenéléstől, és céget nyitott rendszertelen zenekari fellépésekkel és zenetanítással.
1959-ben Panamába látogatott, ahol klasszikus zenei zongoraestet adott.
61 éves korában New Yorkban halt meg. Lánya, Catherine Russell dzsesszénekesnő.

## Albumok
(válogatás)
- Luis Russell and His Orchestra, 1926-1929
- Savoy Shouts, 1937
- Luis Russell and His Orchestra, 1930-1934
- Luis Russell and His Orchestra, 1945-1946

## Fordítás
Ez a szócikk részben vagy egészben  a   Luis Russell című angol Wikipédia-szócikk ezen változatának fordításán alapul.  Az eredeti cikk szerkesztőit annak laptörténete sorolja fel. Ez a jelzés csupán a megfogalmazás eredetét és a szerzői jogokat jelzi, nem szolgál a cikkben szereplő információk forrásmegjelöléseként.